# Thomas Hamilton-Brown
Thomas Hamilton-Brown (* 1. Juli 1916 in Kapstadt; † 2. März 1981 ebenda) war ein südafrikanischer Boxer.

## Werdegang
Thomas Hamilton-Brown nahm an den Olympischen Sommerspielen 1936 in Berlin teil. Im Leichtgewichtsturnier trat er in der ersten Runde gegen Carlos Lillo aus Chile an. Die Kampfrichter erklärten zunächst Lillo zum Sieger. Jedoch änderte einer der Richter seine Wertung, was bedeutete, dass Hamilton-Brown zum Sieger erklärt wurde. Jedoch hatte Hamilton-Brown aus Frust über seine vermeintliche Niederlage viel gegessen und überschritt dadurch das zulässige Kampfgewicht in der Leichtgewichtsklasse. Infolgedessen wurde er disqualifiziert und Lillo zog in die zweite Runde ein.